# Stanhope (Australia)
Stanhope – miasto w Australii, w stanie Wiktoria.